# Ogy-Montoy-Flanville
Ogy-Montoy-Flanville é uma comuna francesa na região administrativa do Grande Leste, no departamento de Mosela. Estende-se por uma área de 10.06 km², e possui 1.742 habitantes, segundo o censo de 2018, com uma densidade de 170 hab/km².
Foi criada, em 1 de janeiro de 2017, a partir da fusão das antigas comunas de Montoy-Flanville e Ogy.